# Larry Johnston
Pour les articles homonymes, voir Johnston.
Larry Johnston (né le 20 juillet 1943 à Kitchener au Canada) est un joueur de hockey sur glace de la Ligue nationale de hockey,.

## Carrière
Après avoir évolué dans la Ligue américaine de hockey, Johnston va rejoindre les rangs de la LNH en 1967 avec les Kings de Los Angeles de 1965 à 1971.

Le 20 février 1970, il est échangé aux Red Wings de Détroit par les Kings de Los Angeles avec Gary Croteau et de Dale Rolfe en retour de Garry Monahan,Matt Ravlich et de Brian Gibbons.
Il s'engage en 1971 avec les Red Wings de Détroit pour y jouer jusqu'en 1974.

Il arrive ensuite aux Scouts de Kansas City qu'il quittera en 1977 pour terminer sa carrière, la même année, aux Rockies du Colorado.
Il marquera 73 points (9 buts et 64 passes) en 318 matchs de LNH.